# Cuajimalpa de Morelos
Cuajimalpaⓘ de Morelos (Cuajimalpa) – jedna z szesnastu dzielnic Dystryktu Federalnego (miasta Meksyk). Położona w zachodniej części Dystryktu Federalnego.